# دستگاه آدرنرژیک
دستگاه آدرنرژیک یا دستگاه عصبی آدرنرژیک (به انگلیسی: Adrenergic nervous system) (ANS)، گروهی از اندام‌ها و اعصاب است که در آنها، آدرنالین یا نوراپی‌نفرین، به عنوان پیام‌رسان عصبی عمل می‌کنند. دستگاه آدرنرژیک به عنوان یکی از دستگاه‌های اصلی نوروهورمونال تنظیم عملکرد قلب و عروق برشمرده می‌شود.

## اجزاء
دستگاه عصبی آدرنرژیک از سه جزء اصلی زیر تشکیل شده‌است:
- دستگاه عصبی سمپاتیک (SNS) که شامل تمام سطوح قفسه سینه، کمر و طناب نخاعی؛
- رشته‌های عصبی پاراسمپاتیک (PNS) که شامل اعصاب مغزی و استخوان خاجی؛
- دستگاه عصبی امعایی (ENS) که یاخته عصبی در دیواره روده می‌باشد.